# Frans ten Bosch

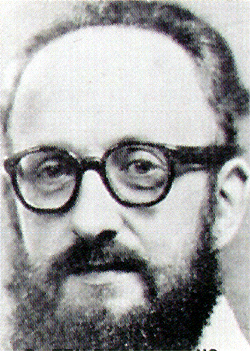
Frans ten Bosch

Frans ten Bosch S.C.I. (Lichtenvoorde, 5 augustus 1913 – Stanleystad (Kongo), 25 november 1964), sinds zijn wijding 'pater Jozef' genoemd, was een Nederlands missionaris van de Priesters van het Heilig Hart. Hij werd priester gewijd op 19 juli 1942 en kwam aan in Kongo in 1946 waar hij als vicaris van Sint Martha in Stanleystad aan de slag ging.
Hij werd op 25 november 1964 in Stanleystad samen met zijn confraters mishandeld en vermoord door de Simba's. Terwijl de Simba's naar het klooster van de Dominicanessen gingen om ook daar het geld op te eisen, vluchtte pater ten Bosch uit zijn kamer om zich boven het plafond van de sacristie te verstoppen. De bewakers dwongen de broeders de pater te zoeken. Ondertussen waren de zusters allemaal bijeengebracht op de binnenplaats van de missie, kort bij de sacristie waar pater Ten Bosch werd gevonden die ervan werd beschuldigd geld te verstoppen. Zijn gezicht en rug werden bewerkt met geweerkolven. De hulp van Belgische para's kwam te laat.